# 青野季吉
青野季吉（1890年2月24日—1961年6月23日），日本文艺评论家。

## 生平
1890年2月24日（明治23年），青野季吉生于日本新潟县佐渡岛一个没落的地主家庭。1915年毕业于早稻田大学英语系，同年进入读卖新闻社工作，后因反对报社负责人支持干涉西伯利亚的社论辞职。
1922年，青野加入日本共产党，同年开始在《播种者》上发表文章，后退出日本共产党。1926年发表《自然生长与目的意识》一文，要求无产阶级有意识地表达自己，该文对后来中国的无产阶级文学运动有影响。1927年参与劳农派。1938年因人民战线事件被捕下狱，次年保释出狱。
战后努力重建日本写作协会，1956年任日本艺术院会员，1958年获得每日出版文化奖。
1961年6月23日逝世于东京。

## 个人生活
1911年与日本教师岛田瑞穗结婚，因岛田瑞穗无法生育又与情人松井荣松生活，与情人有四个孩子。